# جائزة فرنسا الكبرى 1997
جائزة فرنسا الكبرى 1997 هو سباق فورمولا 1 أقيم بتاريخ 29 يونيو 1997 في فرنسا. كان الثامن من أصل 17 في بطولة العالم لسباقات الفورمولا واحد موسم 1997. حلّ الألماني مايكل شوماخر أولا بينما جاء الألماني هاينز هارالد فرينتزين في المركز الثاني وحصل على المركز الثالث البريطاني إدي إيرفين.